# 油すまし
油すまし（あぶらすまし）とは、熊本県に伝わる日本の妖怪の一種。

## 概要
初出となる昭和初期の郷土史家・浜田隆一の著書『天草島民俗誌』には油ずましの名称で記載されている。それによれば熊本の天草郡栖本村字河内（現・天草市）と下浦村（現・同）とを結ぶ草隅越という峠道を、老婆が孫を連れて通りながら「ここにゃ昔、油瓶さげたん出よらいたちゅぞ」と孫に話していると、「今もー出るーぞー」と言いながら油ずましが現れたという。この峠は熊本県天草郡有明町（現・天草市）による調査の結果、有明町と天草郡栖本町（現・同）を繋ぐ草越峠だと判明しているが、それ以外には伝承が少なく謎の妖怪である。
民俗学者・柳田國男の著書『妖怪談義』の「アブラスマシ」の項では、前述の『天草島民俗誌』を引用して「（油すましという）名の怪物」と記述しているが、この「怪物」が何者でどのような外観なのかは一切記述されていない。
『妖怪談義』には「（油すましという）名の怪物」と記述しているのに対し、原典『天草島民俗誌』では「油瓶をさげた怪物が出た」ではなく「油瓶さげたん出よらいた」即ち「油瓶を下げたのが出た」とのみ述べられていること、また『妖怪談義』の「アブラスマシ」は「ツルベオトシ」「ヤカンヅル」「サガリ」といった頭上から物が落ちてくる怪異と並べて紹介されていることから、妖怪研究家・京極夏彦は、油すましとは人の姿をした妖怪ではなく、釣瓶落としなどと同様に油瓶が頭上から下がってくる怪異の可能性があると指摘し、調査したものの確証には至っていない（2001年8月時点）。

## 類話
熊本ではこの油すましと同様、妖怪の噂話をするとその妖怪が現れるといった怪異譚が他にも伝えられている。
油すましと同じく『天草島民俗誌』によれば、天草郡一町田村益田（現・天草市）で、「うそ峠」という場所を通りかかった2人連れが「昔ここに、血のついた人間の手が落ちてきたそうだ」と話すと「今もー」と声がして、その通りの手が坂から転がり落ち、2人が逃げ切った後に「ここでは生首が落ちてきたそうだ」と話すと、また「今ああ……も」と声がして生首が転がり落ちてきたという。
また下益城郡豊野村（現・宇城市）下郷小畑では「今にも坂」という場所で大入道が現れるというが、その話をしながら坂を通ると、「今にも」と声がして大入道が現れたという。

## 昭和以降の解釈

水木しげるロードに設置されている油すましのブロンズ像

昭和以降の妖怪関連の書籍ではしばしば、油すましが以下のように解説されている。
全身に蓑を羽織った、すました顔の妖怪。油の入った瓶を持ち、峠に突如出現して通行人を驚かせる。正体は油を盗んだ罪人の亡霊。
「蓑を羽織った姿」とされるのは、漫画『ゲゲゲの鬼太郎』に登場する、蓑を羽織った地蔵のような姿の油すましや、大映映画の妖怪シリーズ『妖怪百物語』『妖怪大戦争』に登場する油すましが、その後の各種媒体に影響を与えたためと見られており、映画『さくや妖怪伝』で大映映画の油すましのオマージュとして登場した妖怪「化け地蔵」も、このデザインを踏襲している。
これらのオリジナルは、『鬼太郎』の作者である妖怪漫画家・水木しげるの妖怪画だが、これは伝承とは無関係に描かれた創作であり、本来の天草の伝承像とは大きく異なるものと考えられている。雑誌『怪』での京極奨励賞を受賞した評論によれば、文楽に用いられる「蟹首」という名称の人形の頭がこの妖怪画のモチーフと指摘されており、妖怪研究家・京極夏彦も自著においてこの説を支持している。書籍によっては、すまし顔であることが「すまし」の名の由来とされているが、前述の『妖怪談義』では「すまし」の名の由来は不明とされる。また、児童向けの書籍では「頭が良い」「天才的」と解説されていることもあるが、これは前述の映画『妖怪大戦争』で油すましが参謀格として位置づけられていたことが由来と解釈されている。

## 史跡
2004年には栖本町河内地区で「油すましどん」と呼ばれる石像の一部が発見された。これは栖本町中の門・すべりみちという場所に安置されていたものが町道拡張工事で山中の私有地に移転されたもので、首のない石像が両手を合せた姿をしている。土地の伝承者によれば、かつては子供がこのすべりみちで遊んでいると「油すましどんが出る」と言って恐れたという。
地元では『天草島民俗誌』とは異なり「油すまし」の名で発音されているが、「油をしぼる」ことを現地では「油をすめる」と表現したらしく、油絞りの職人が祀られて神になったものが、時を経て妖怪に変じたとの説もある。